# Хильчиці
Хи́льчиці — село в Україні, в Золочівському районі Львівської області. Орган місцевого самоврядування — Золочівська міська рада. Населення становить 235 осіб.

## Походження назви
Назва села походить від слова «Хиль» («Хиля») — імені чи прізвиська людини, яка мала виразну звичку ходити схилившись, зігнувшись чи хитаючись в різні боки. Давні власники називалися як «Хильчицькі», і як «Хилецькі».
Прізвища Хиль (Хіль) збереглися до нашого час.

## Археологія
У селі під час археологічних розкопок виявлено 3 стоянки періоду мезоліту- неоліту.

## Перші письмові згадки
У давніх судових актах XV століття село Хильчиці згадується переважно як «Chylczycze» — «Хильчиче». Пізніше, під впливом польського називництва, ця назва трансформувалася в «Хильчице» — «Chylczyce», що зафіксована в судових документах від 1649 р.

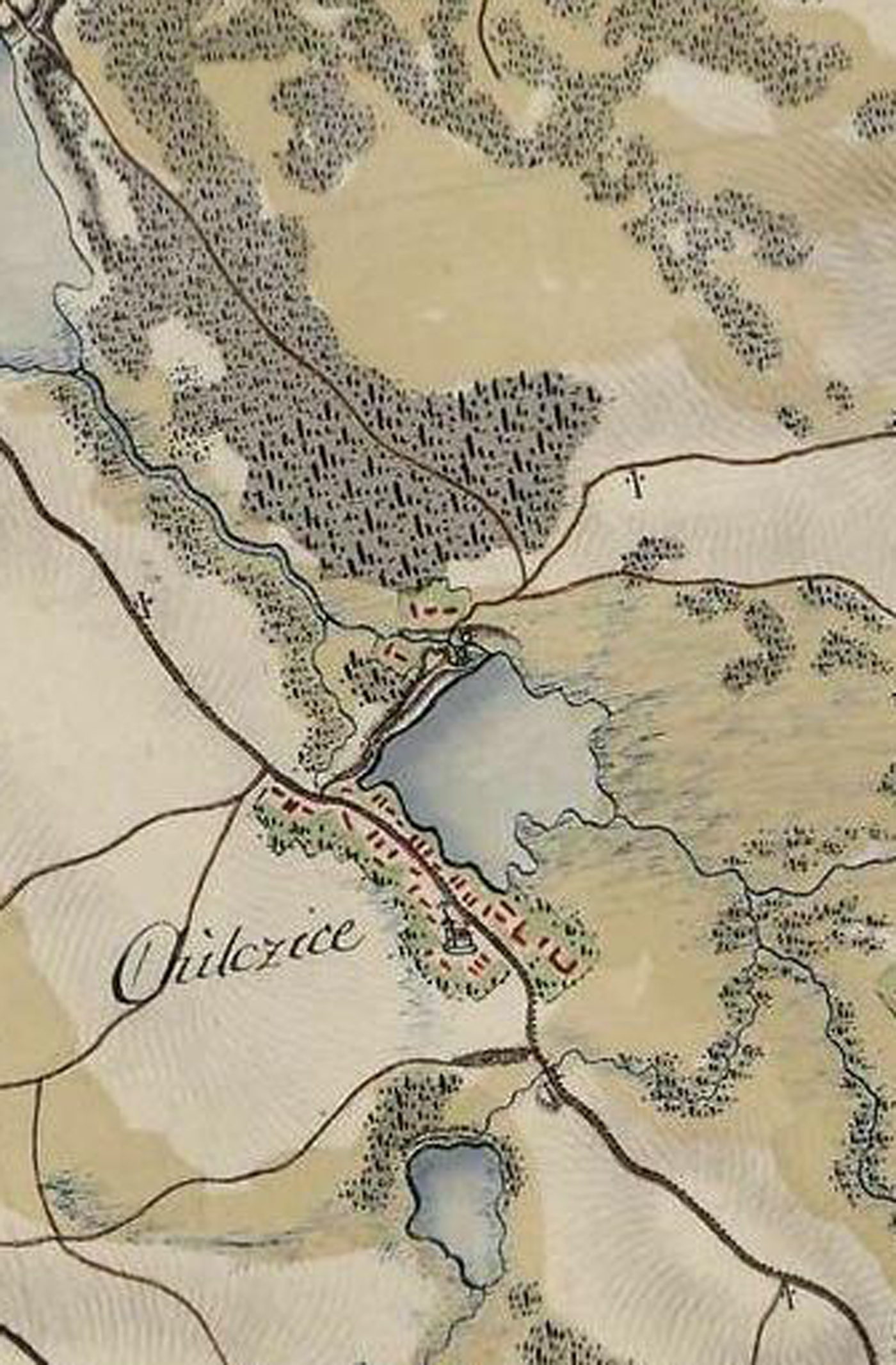
Хильчиці та околиці на мапі фон Міґа, кінець XVIII ст.

На перші документальні згадки про Хильчиці претендує 1442 рік, а саме 19 жовтня і 2 листопада, коли були зафіксовані судові суперечки між Глібком (Глебком) Хильчицьким і шляхтичем Станіславом Митулинським.
У судових записках земських судів часто згадуються Глібко Хильчицький, його сини Олександр, Іван та Васько, а також його спадкоємиця, напевно дочка, Марія, яку згодом згадують як дружину Яцька Хильчицького.
У 1488 році, при розмежуванні хильчицької власності з Городиловом, Жуличами, Лагодичами і Почапами, спадковими власниками Хильчиць виступають рідні брати шляхтичі Яцько та Ігнат

## Землеволодіння і власники
Луки і рілля над річкою Белзець
Як свідчать розмежувальні акти, у XV столітті Хильчицям належали обширні землеволодіння, що розміщувалися навколо самого села і над річкою Белзець (Золочівка), протягаючись аж до Белзецького ставу біля теперішнього села Гончарівка.
Брати Яцько та Ігнат Хильчицькі претендували навіть на сам Белзецький став і неодноразово захоплювали розміщений на березі водяний млин, що спричиняло майнові конфлікти. У той же час їм належав став у самих Хильчицях.
Згодом село втратило значну частину своєї власності. Можливо, це сталося на початку XVI ст., коли під час татарського нашестя село було «спалене до тла» («funditus crematom»). Так зазначалося у податковому реєстрі 1515 року. У цьому документі Хильчиці згадувалися серед маєтків Золочівського ключа як село, з якого неможливо зібрати жодних податків. Однак Хильчиці зуміли відродитися з попелу.
Хильчиці у статусі міста
Бурхливий розвиток села в середині XVI століття мав своїм наслідком, що 1550 року Хильчиці були перетворені на місто. Власником поселення був на той час Ян Сененський, галицький каштелян, власник гологірського маєткового ключа. Однак вже за Анджея Сененського в 1577—1578 роках Хильчиці втратили міський статус. Причинами могли стати не вельми сприятлива локація, зокрема конкуренція із сусіднім містом Золочевом, а також воєнні лихоліття цього періоду.
У 1578 році Хильчиці продовжували залишатися одним з найбільших поселень Анджея Сененського. У ньому нараховувалося 5 ланів (дворищ). Село мало свого священника.
На переломі століть
У 1880 році власницею фільварку у селі Хильчицях була Людмила Дзержковська, що мала 765 моргів землі, ґрунти сільської громади становили 846 моргів.
У 1900 році в Хильчицях мешкало 514 осіб, з яких 409 були греко-католиками, 88 — римо-католиками і 17 — юдеями. Українцями за розмовною мовою вважали себе не тільки греко-католики, але й частина римо-католиків та юдеїв.

## Церква Покрови Пресвятої Богородиці
Церква кам'яна, збудована 1868 року.
У ХІХ століття греко-католицька церква в Хильчичах була дочірньою від парафії в Почапах, але саме Хильчиці аж до Першої світової війни були місцем проживання пароха.
У другій половині ХІХ століття парохом був о. Іван Левицький гербу Рогаля, син пароха Милятина о. Павла Левицького. Згодом, після о. Йосифа Вергановського, парохом став о. Яків Краснопера, який на початку 1920-х років перебрався в село Почапи, де спорудили нову плебанію.
Греко-католики Хильчиць не змирилися зі статусом філії і домоглися разом з сусідами з села Бонишин створення самостійної парафії.

## Школа
Школа зі статусом філіальної була заснована у селі в 1862 році. Наприкінці ХІХ століття у ній навчалося близько 50 учнів. Мовою навчання була українська.

## Новітня історія
3 травня 1985 року в небі сталося лобове зіткнення двох літаків: пасажирського Ту-134А, що виконував рейс Таллінн—Львів—Кишинів, і військово-транспортного Ан-26, що летів зі Львова до Москви. У результаті зіткнення загинули всі 94 пасажири та члени екіпажів обох літаків. Уламки літаків впали на поля поблизу сіл Почапи та Хильчиці.
У 2010—2011 роках на базі підприємства ТзОВ «Д-Мікс Україна» відбувся запуск комбікормового заводу в Хильчицях. Створено 60 нових робочих місць. У 2013 році споруджено новий сучасний зернозберігальний комплекс потужністю 25 000 тонн, що забезпечує якісне зберігання зернових та олійних культур. У 2014 році налагоджено роботу цеху з переробки соєвих бобів. 7 вересня 2016 року на базі підприємства ТзОВ «Д-Мікс Україна» відбулося урочисте відкриття заводу з переробки олійних культур.

## Населення

### Мова
Розподіл населення за рідною мовою за даними перепису 2001 року:
| Мова       | Відсоток |
| ---------- | -------- |
| українська | 97,97%   |
| російська  | 2,03%    |

## Відомі люди

### Народилися
- Голинська Галина Яківна (1902—1976) — піаністка, диригент.